# Feretrius quadrioculatus
Genre
Espèce
Synonymes
- Phalangodus quadrioculatus L. Koch, 1865

Feretrius quadrioculatus, unique représentant du genre Feretrius, est une espèce d'opilions laniatores de la famille des Samoidae.

## Distribution
Cette espèce est endémique des Samoa. Elle se rencontre sur Upolu et Savai'i.

## Description
L'holotype mesure 3,5 mm.

## Systématique et taxinomie
Cette espèce a été décrite sous le protonyme Phalangodus quadrioculatus par L. Koch en 1865. Elle est placée dans le genre Feretrius par Simon en 1879.

## Publications originales
- L. Koch, 1865 : « Beschreibung neuer Arachniden und Myriopoden. » Verhandlungen der kaiserlich-königlichen zoologisch-botanischen Gesellschaft in Wien, vol. 15, p. 857–892.
- Simon, 1879 : « Essai d'une classification des Opiliones Mecostethi. Remarques synonymiques et descriptions d'espèces nouvelles. Première partie. » Annales de la Société Entomologique de Belgique, vol. 22, p. 183–241 (texte intégral).